# Gravpladsen ved Næsby
Gravpladsen ved Næsby i Vesthimmerland er en vikingetidsgravplads, hvor man blandt andet har fundet en ryttergrav fra omkring år 950. Gravpladsen blev opdaget i 1951 og, efter flere prøvegravninger i 2000-tallet, genudgravet i 2011.

## Gravene
Gravpladsens arkæologiske "hovedattraktion" er en ryttergrav, bestående af en stenomkranset gravhøj indenfor en firkantet, mere end 100 kvadratmeter stor indhegning. Denne grav, som var det oprindelige fund i 1951, rummede bl.a. et sværd, der i dag er udstillet på Vesthimmerlands Museum.
På pladsen er også begravet kvinder, hvis klæder har ærmegabs-besætninger, som man ellers har set på frankisk-byzantinske dragter. Til gengæld er deres smykker enklere end hvad der ellers synes at have været normen.

## Kronologi
Gravpladsen udmærker sig ved (i modsætning til anden bebyggelse på egnen) at have været i brug både før og efter anlægget af Aggersborg, hvad der kan indikere at den slægt, der er begravet ved Næsby, har haft høj social status i samtiden.